# W. R. Grace and Company
W. R. Grace and Company es un conglomerado químico fundado en Perú con sede en Columbia, Maryland, Estados Unidos.
La empresa tiene dos divisiones, productos químicos Davison y productos químicos de rendimiento. La unidad Davison se dedica a realizar catalizadores químicos, catalizadores de refinación y productos a base de sílice que permiten a otras compañías fabricar productos derivados del petróleo crudo refinado. La unidad de productos químicos de rendimiento hace aditivos para cemento y hormigón a prueba de fuego, productos químicos y selladores de embalaje.
La Grace tiene más de 6.400 empleados en casi 40 países y ventas anuales de más de US $ 2,5 mil millones. Las acciones de la compañía, con el símbolo "GRA", cotizan en la Bolsa de Nueva York.

## Historia
El negocio que se convertiría en W. R. Grace and Company fue fundada en 1854, en el Perú por William Russell Grace, que inmigró de Irlanda con su padre y su familia. Primero fue a Perú para trabajar como provisionista de barcos, para la firma Bryce and Company, a la recolección de los buques mercantes de guano.
Su hermano, Michael P. Grace, se unió a la empresa y en 1865 la compañía cambió su nombre a Grace Brothers & Co. La compañía estableció operaciones en la oficina central en Nueva York en 1865.

## Sede central
La empresa tiene su sede central en Columbia, un lugar designado por el censo no incorporado en Howard County, Maryland. Aunque W.R. Grace encargó la construcción del Grace Building en Nueva York, finalizado en 1971, la empresa no tiene oficinas en dicha ubicación.
Anteriormente la empresa tuvo su sede central en Boca Ratón, Florida. Contaba con aproximadamente 130 empleados en el momento de su cierre, que tuvo lugar el 27 de enero de 1999, trasladándose el personal a las oficinas principales en Columbia. Unos 40 empleados fueron a Columbia, mientras que el resto optó por irse a Cambridge, Massachusetts. En 2014, tras finalmente concluir el concurso de acreedores que duró 13 años debido a demandas por exposición al amianto, la compañía se apresuró a construir una nueva sede central de 20 000 m² en su campus de 650 000 m² en Columbia.